# Eberhard Dünninger
Eberhard Dünninger (* 26. Juni 1934 in Würzburg; † 31. Mai 2015 in Regensburg) war ein deutscher Bibliothekar, Generaldirektor der Bayerischen Staatlichen Bibliotheken und Lokalpolitiker in Regensburg.

## Leben und Wirken
Eberhard Dünninger war eines von zwei Kindern aus der Ehe des Volkskundlers Josef Dünninger mit seiner Frau Anny, geborene Geiß. Er besuchte von 1946 bis 1953 das Alte Gymnasium am Ägidienplatz, die Vorläuferschule des 1962 am neuen Standort entstandenen Albertus-Magnus-Gymnasiums.  
Während dieser Zeit war er unter anderem Schulsprecher und in der katholischen Jugendarbeit sowie dem damaligen Kreisjugendring aktiv. Nach seinem Abitur studierte er Germanistik, Geschichte und Anglistik an der Universität München, am Trinity College in Dublin sowie in Würzburg. 1958 legte er das Erste Staatsexamen für das Lehramt am Gymnasium ab. Von 1959 bis 1961 absolvierte er eine Ausbildung zum Bibliothekar. 1961 wurde er promoviert und war er anschließend als wissenschaftlicher Bibliothekar für die Bayerische Staatsbibliothek tätig. Von 1965 bis 1986 war er Referent im Bayerischen Staatsministerium für Unterricht und Kultus, unter anderem als Ministerialrat. 1984 wurde ihm der Nordgaupreis des Oberpfälzer Kulturbundes in der Kategorie „Dichtung“ vergeben. Von 1986 bis 1999 war er Leiter der staatlichen Bibliotheksverwaltung in Bayern, ehe er in den Ruhestand trat.
Ab 1992 war Dünninger Honorarprofessor für Neuere deutsche Literaturwissenschaft an der Universität Regensburg. Er war Träger des Bundesverdienstkreuzes am Bande.
Dünninger war ein erklärter Gegner der Rechtschreibreform, was auf Grund seines Amtes als damaliger Generaldirektor der Bayerischen Staatlichen Bibliotheken beachtenswert ist. So gehört er auch zu den „nicht beachteten Unterzeichnern der Frankfurter Erklärung zur Rechtschreibreform“. Er war Ehrenmitglied des „Rats für deutsche Rechtschreibung e. V.“.
Während er früher der CSU nahestand, trat er 2002 der ÖDP bei, für die er im selben Jahr in den Stadtrat von Regensburg einzog. Anfang 2008 regte er an, in Regensburg eine Straße nach Otto Schwerdt, dem Vorstandsmitglied der Jüdischen Gemeinde und Widerstandskämpfer gegen den Nationalsozialismus, der Ende 2007 verstorben war und maßgeblich in Regensburg gewirkt hatte, zu benennen. Nach Auseinandersetzungen um den NS-Bürgermeister Hans Herrmann schied Dünninger 2013 aus der ÖDP-Fraktion aus und gründete zusammen mit anderen Stadträten die neue Fraktion der Christlich-Sozialen Bürger (CSB), die vorher keine Fraktionsstärke erreicht hatte. Dünninger wurde bei der Kommunalwahl am 16. März 2014 von Platz 4 der CSB-Liste nach vorne gewählt und zog erneut in den Regensburger Stadtrat ein. Mitte Mai des Jahres wechselte Dünninger schließlich zur CSU-Fraktion im Stadtrat.
2008 kandidierte er außerdem für den Bezirkstag der Oberpfalz. Dünninger war zuletzt verwitwet und hatte einen Sohn, zwei Töchter sowie zwei Enkel.
Sein schriftlicher Nachlass befindet sich in der Staatlichen Bibliothek Regensburg.

## Werke
- Politische und geschichtliche Elemente in mittelalterlichen Jenseitsvisionen bis zum Ende des 13. Jahrhunderts. Dissertation. Phil. Fakultät der Universität Würzburg, Würzburg, 1962.
- Ludwig Rosenberger: Adalbert Stifter und der Bayerische Wald. Bearbeitet und herausgegeben von Eberhard Dünninger. Süddeutscher Verlag, München 1967.
- Die christliche Frühzeit Bayerns. Don Bosco, München 1966.
- Eberhard Dünninger, Dorothee Kiesselbach (Hrsg.): Bayerische Literaturgeschichte in ausgewählten Beispielen. 2 Bände. Süddeutscher Verlag, München.
  - Band 1: Mittelalter. 1965.
  - Band 2: Neuzeit. 1967.
- Johannes Aventinus. Leben und Werk des Bayerischen Geschichtsschreibers. Förg, Rosenheim 1977, ISBN 3-475-52190-3.
- Handbuch der historischen Buchbestände in Deutschland. In Zusammenarbeit mit Severin Corsten. Hrsg. Bernhard Fabian. Olms-Weidmann, Hildesheim; Zürich; New York.
  - Band 10: Bayern, München. Hrsg. Eberhard Dünninger. 1996, ISBN 3-487-09584-X.
  - Band 11: Bayern. A – H. Hrsg. Eberhard Dünninger. 1997, ISBN 3-487-09585-8.
  - Band 12: Bayern. I – R. Hrsg. Eberhard Dünninger. 1996, ISBN 3-487-09586-6.
  - Band 13: Bayern. S – Z. Hrsg. Eberhard Dünninger. 1997, ISBN 3-487-09587-4.